# أندرو ستيفنسون
أندرو ستيفنسون (بالإنجليزية: Andrew Stevenson) (و. 1784 – 1857 م) هو سياسي، ودبلوماسي من الولايات المتحدة الأمريكية ولد في مقاطعة كلبيبر.
وهو عضو في الحزب الديمقراطي الأمريكي .